# 2. česká hokejová liga 1995/1996
2. česká hokejová liga v sezóně 1995/1996 byla 3. ročníkem samostatné třetí nejvyšší české soutěže v ledním hokeji.

## Fakta
- 3. ročník samostatné třetí nejvyšší české hokejové soutěže
- Tým SK Karviná uspěl v baráži o 1. ligu a postoupil do dalšího ročníku 1. ligy. Ostatní týmy v baráži neuspěly.
- Týmy HC Chemopetrol Litvínov „B“, TJ Stadion Nymburk, TJ Bohemians Praha a HC Břeclav sestoupily do krajských přeborů. Nově postupujícími do 2. ligy byli: HC Praha, HK Poruba, HC Strakonice a HC Uherské Hradiště.
- Po skončení soutěže prodal licenci na 2. ligu HC Strakonice do HC Ytong Brno.

### Systém soutěže
Týmy byly rozděleny do dvou skupin po 16 týmech, kde hrály systémem doma-venku. Poslední dva celky obou skupin přímo sestupovaly do krajských přeborů. První dva celky z každé skupiny postupovaly do baráže o 1. ligu.

## Skupina A
| Vysvětlivka                |
| -------------------------- |
| Postup do baráže o 1. ligu |
| Tým vyřazen                |
| Sestupující                |

| Poř. | Tým                          | Z  | V  | R | P  | VG  | OG  | B  |
| ---- | ---------------------------- | -- | -- | - | -- | --- | --- | -- |
| 1    | HC Příbram                   | 30 | 21 | 2 | 4  | 132 | 73  | 47 |
| 2    | HC ZVVZ Milevsko             | 30 | 23 | 1 | 6  | 123 | 64  | 47 |
| 3    | HC Tábor                     | 30 | 20 | 4 | 6  | 154 | 94  | 44 |
| 4    | TJ Slovan Děčín              | 30 | 18 | 2 | 10 | 134 | 87  | 38 |
| 5    | HC Helvetia Mariánské Lázně  | 30 | 14 | 5 | 11 | 110 | 105 | 33 |
| 6    | KLH VT VTJ Chomutov          | 30 | 13 | 5 | 12 | 102 | 112 | 31 |
| 7    | HC ČKD Slaný                 | 30 | 13 | 4 | 13 | 126 | 113 | 30 |
| 8    | HC Baník Most                | 30 | 13 | 2 | 15 | 122 | 135 | 28 |
| 9    | TJ Auto Škoda Mladá Boleslav | 30 | 14 | 0 | 16 | 120 | 134 | 28 |
| 10   | HC SOH Benátky nad Jizerou   | 30 | 12 | 3 | 15 | 100 | 114 | 27 |
| 11   | HC Benešov                   | 30 | 9  | 7 | 14 | 100 | 110 | 23 |
| 12   | TJ Spolana Neratovice        | 30 | 11 | 3 | 16 | 97  | 110 | 23 |
| 13   | HC Kobra Praha               | 30 | 8  | 6 | 16 | 91  | 106 | 22 |
| 14   | SK Kadaň                     | 30 | 9  | 4 | 17 | 120 | 128 | 22 |
| 15   | HC Chemopetrol Litvínov „B“  | 30 | 8  | 2 | 20 | 98  | 157 | 18 |
| 16   | TJ Bohemians Praha           | 30 | 7  | 1 | 22 | 74  | 161 | 15 |

Z disciplinárních důvodů byly potrestáni Benešov a Neratovice odebráním 2 bodů. HC Chemopetrol
Litvínov „B“ hrál domácí utkání v Teplicích.

## Skupina B
| Vysvětlivka                |
| -------------------------- |
| Postup do baráže o 1. ligu |
| Tým vyřazen                |
| Sestupující                |

| Poř. | Tým                      | Z  | V  | R | P  | VG  | OG  | B  |
| ---- | ------------------------ | -- | -- | - | -- | --- | --- | -- |
| 1    | SK Horácká Slavia Třebíč | 30 | 27 | 2 | 1  | 147 | 47  | 56 |
| 2    | SK Karviná               | 30 | 25 | 1 | 4  | 148 | 64  | 51 |
| 3    | HC Sorrena Rosice        | 30 | 23 | 2 | 5  | 170 | 82  | 48 |
| 4    | SK Znojemští Orli        | 30 | 16 | 6 | 8  | 117 | 69  | 38 |
| 5    | Salith Šumperk           | 30 | 18 | 1 | 11 | 120 | 86  | 37 |
| 6    | HC Haná VTJ Kroměříž     | 30 | 14 | 6 | 10 | 99  | 90  | 34 |
| 7    | TJ SC Kolín              | 30 | 13 | 5 | 12 | 127 | 125 | 29 |
| 8    | HC TJ Šternberk          | 30 | 11 | 4 | 15 | 108 | 116 | 26 |
| 9    | HC Žďár nad Sázavou      | 30 | 9  | 8 | 13 | 114 | 112 | 26 |
| 10   | SK Jihlava               | 30 | 9  | 6 | 15 | 84  | 127 | 24 |
| 11   | TJ Nový Jičín            | 30 | 9  | 6 | 15 | 86  | 121 | 24 |
| 12   | HC Frýdek-Místek         | 30 | 10 | 2 | 18 | 112 | 127 | 22 |
| 13   | HC Orlová                | 30 | 6  | 8 | 16 | 98  | 140 | 20 |
| 14   | HC Strojsvit Krnov       | 30 | 7  | 6 | 17 | 68  | 110 | 18 |
| 15   | TJ Stadion Nymburk       | 30 | 7  | 2 | 21 | 71  | 135 | 16 |
| 16   | HC Břeclav               | 30 | 2  | 3 | 25 | 67  | 185 | 5  |

Z disciplinárních důvodů byli potrestáni Kolín, Krnov a Břeclav odebráním 2 bodů.

## Baráž o 2. ligu
- HC Praha (přeborník Pražského přeboru) - TJ Klatovy (přeborník Západočeského přeboru) 2:3, 5:2
- HK Poruba (přeborník Severomoravského přeboru) - HC Slovan Louny (přeborník Severočeského přeboru) 9:0, 5:2
- HBH Holešák Havlíčkův Brod (přeborník Východočeského přeboru) - HC Strakonice (přeborník Jihočeského přeboru) 2:7, 1:3
- HC Uherské Hradiště (přeborník Jihomoravského přeboru) - TJ Poděbrady (přeborník Středočeského přeboru) 11:2, 8:3